# 特里·罗斯兰
特里·李·罗斯兰（英語：Terry Lee Rossland，1952年6月21日—1990年10月9日），蒙大拿州比尤特人，曾因个人问题于1989年在自己的车中装满汽油和管道炸弹，随后坐在车内将炸弹引爆自杀并幸存，一年后藥物過量自杀。

## 自杀未遂
1989年12月20日，有精神病史的特里·罗斯兰把他的Dodge Colt车装满了汽油和炸弹，企图自杀。罗斯兰因即将与妻子离婚而感到沮丧。当天早些时候，他的妻子获得了限制令，禁止他与他们15岁的儿子来往。此外，罗斯兰还失去了工作。他服用了许多止痛药，情绪十分不稳定。他从位于哈里森大道（Harrison Avenue）比尤特广场（Butte Plaza）的一家Osco药店抢走了一些地西泮和可待因，引起了当局的注意。随后，他驾车逃逸，但速度并不快，警察追捕了三十分钟。车开到蒙大拿州比尤特的住宅区街道后终于被警察拦截了下来。被警察包围后，罗斯兰说他的车上装有炸弹和汽油。罗斯兰要求与他的妻儿谈话，并威胁说如果不满足他的要求，他就要自杀。警察封锁了整个地区，双方开始对峙。当时还有五天就是圣诞节，附近到处都是购物的人，因此引来了许多旁观者并录像。警长鲍勃·布托罗维奇（Bob Butorovich）、鲍勃·李（Bob Lee）中尉和丹·霍利斯（Dan Hollis）中士三人都认识罗斯兰，并且是他多年的朋友。三人走近汽车，开始与他进行谈判。布托罗维奇与罗斯兰谈判时，李把罗斯兰的一个车胎放了气，想阻止他逃离。四十五分钟后，谈判终告失败，罗斯兰引爆了炸弹，汽车爆炸了。布托罗维奇和李在爆炸时都站在汽车旁边，但两人仅受轻伤。爆炸发生后，罗斯兰也得以幸存，但因烧伤十分痛苦。他打开车门，在车还着火的情况下，徒步走离现场。随后消防人员上前将罗斯兰身上的火扑灭。另一边，车上的火蔓延到车后部，导致剩下的炸弹爆炸。虽然罗斯兰全身有超过70％烧伤，但他接受了紧急救治后幸存了下来。

## 死亡
罗斯兰被送往几个州以外的专业烧伤病房，接受了好几个月的重症监护。罗斯兰在盐湖城犹他大学医疗中心的烧伤室呆了三个多月。在此期间，他至少接受了3次皮肤移植手术。罗斯兰后来被转移到蒙大拿州立医院。之后，他被引渡回比尤特受审。
罗斯兰原定于1990年下半年接受审判。他面临故意杀人未遂等多项指控。然而，在审判开始前，罗斯兰就已经藥物過量自杀了。他去世时38岁。
与罗斯兰谈判的警官鲍勃·李中尉于2013年12月6日去世，68岁。